# 菲律賓播棋
菲律賓播棋（Sungka），是流行於菲律賓的兩人棋類，是種播棋類，棋具與多數棋規同馬來播棋，但遊戲如卡納塔克播棋、坦米爾播棋、索馬利亞播棋可劃分多盤。在台灣也有過比賽。

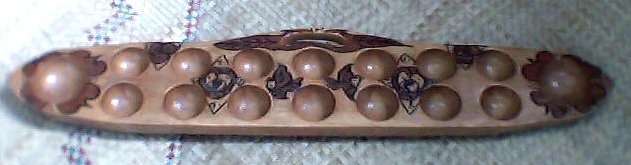
菲律賓播棋棋具

## 棋具
- 長方形棋盤，分為兩列各七小洞，兩方玩家各分一列。左右側再附有兩大洞，每方擁有左邊的大洞。分投時需經過己方大洞，不經過對手的大洞。

- 初始佈置時，每個小洞有七顆棋子。

## 規則
- 每回合玩家輪流行棋，從己方有棋子的小洞取出所有棋子，以順時鐘方向分配到其他的洞中，但不經過對方大洞，一洞分配一顆，直至分配完。
  - 最後分配的一顆棋子若落在有棋子的小洞中時，需再從該洞再進行分配動作，直到最後分配的棋子落無棋子的小洞方結束回合。
  - 最後分配的一顆棋子若落在己方大洞中時，玩家再行棋一次，任選從己方有棋子的小洞再重複上述動作。

- 最後分投結束時落於己方小洞，若正對面的對方棋洞有棋子，則把方才該顆棋子與對方該些棋子全取走放進己方大洞作為分數。

- 無論是何盤，回合開始時一方無法行棋，盤上其餘棋子全部被對方取走，新一盤開始。玩家把獲得的棋子，全填在自己任一的棋洞中，每洞必須正好填七顆，然後不論剩餘或少於其他棋子放於己大洞。沒有填到的洞，被稱為Sunog，此盤不得使用，不能行棋取出、分投時需跳過、不得取子，下盤若能填滿方可重新使用。

- 新盤開始時，玩家沒有可使用的棋洞時，也就是擁有不到六顆棋子時，輸掉遊戲[2]。

## 外部連結
- 位於台灣嘉義的棋具[永久]
- 遊戲影片，進行到第二輪時一方有一個洞已被Sunog
- 遊戲影片，進行到第三輪時一方有五個洞已被Sunog